# Lambertglaciären

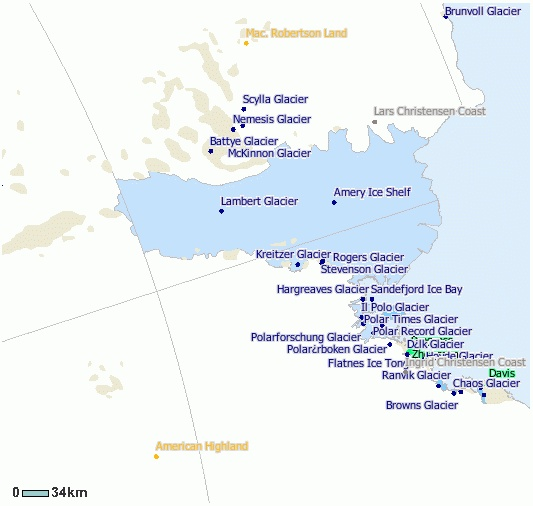
Lägeskarta över Lamberts glaciären.

Lambertglaciären (engelska: Lambert Glacier) är en glaciär vid Amerys shelfis i Östantarktis. Det är världens längsta och största glaciär.

## Geografi
Lambertglaciären ligger i Östantarktis mellan Mac Robertson land och Princess Elizabeth land. Den löper längs bergskedjan Prince Charles Mountains mot Amery shelfisen vid viken Prydz Bay.
Glaciären har en längd på cirka 400 km och en bredd på 50 km som mest. Avrinningsområdet täcker cirka 900 000 km²  och omfattar cirka 10 % av inlandsisen på Antarktis.

## Historia
Lambertglaciären kartlades 1952 av amerikanske geografen John H. Roscoe utifrån flygbilder tagna under Operation Highjump åren 1946-1947. Området namngavs då "Baker Three Glacier" efter kodnamnet för det flygplan som tog bilderna under mars 1947.
1956 utforskades området av Australian National Antarctic Research Expeditions (ANARE) som då gav området sitt nuvarande namn efter Bruce P. Lambert, direktören för Australiens lantmäteriverk.
1961 fastställdes det nuvarande namnet av amerikanska "Advisory Committee on Antarctic Names" (US-ACAN, en enhet inom United States Geological Survey).